# Adonisea arcigera
Adonisea arcigera là một loài bướm đêm trong họ Noctuidae.